# Berard
Berard (łac. Berardus) – imię męskie pochodzenia germańskiego, oboczna forma imienia Bernard, wywodzi się od słowa oznaczającego "silny niedźwiedź" (staroniemieckie: bero, bern – niedźwiedź i hart – silny).
Berardius to także rodzaj waleni z rodziny wali dziobogłowych.

## Berardimieninyobchodzi
16 stycznia, 3 listopada, 19 grudnia.

## Znane osoby noszące imię Berard
- Berard Bulsiewicz − bernardyn, powstaniec styczniowy, żył w XIX wieku
- Berard − kardynał z XII w.
- Berard z Marsi − święty kardynał z XII w.
- Berard z Pagliary − święty biskup z XII w.
- Berard z Carbio − święty męczennik z XIII w.
- Berardo Berardi − kardynał z XIII w.
- Berardo Maggi − biskup z XIV w.
- Berardo Eroli − kardynał z XV w.
- Berardo Cantalamessa − włoski aktor